# Турсынов, Нурсултан Шынгысбекович
Нурсултан Шынгысбекович Турсунов (каз. Нұрсұлтан Шыңғысбекұлы Тұрсынов; род. 30 января 1991) — казахстанский борец греко-римского стиля, чемпион Азии, участник Олимпийских игр 2020 года в Токио.

## Спортивная карьера
В мае 2015 года на чемпионате Азии стал вторым, проиграв в финале представителю Узбекистана Рустаму Ассакалову. В апреле 2021 года на азиатский лицензионный турнир в Казахстане и Турсынов, одолев представляющего Индию Сунила Кумара, завоевал путёвку на Олимпиаду в Токио.

## Достижения
- 10-е место на Чемпионате мира (Венгрия, 2013)
- Чемпион Азии (Казахстан, 2014)
- 5-е место на Азиатских играх (Республика Корея, 2014)
- 5-е место на Чемпионате мира (США, 2015)
- Серебряный призёр чемпионата Азии (Доха, 2015)